# سرو توکو
سرو توکو (به اسپانیایی: Cerro Toco) یک کوه در شیلی است. سرو توکو ۵٬۶۰۴ متر بالاتر از سطح دریا واقع شده‌است.